# Dasylirion longissimum
Dasylirion longissimum ist eine Pflanzenart der Gattung Dasylirion in der Familie der Spargelgewächse (Asparagaceae). Das Artepitheton longissimum bedeutet sehr lang (lat. longissimus: Superlativ von longus lang). Ein englischer Trivialname ist „Mexican Grass Tree“.

## Beschreibung
Dasylirion longissimum  bildet einen holzigen, kräftigen Stamm von 200 bis 400 cm Höhe. Die an der Basis quadratischen warzigen verdickten, variablen, grünen, dichten Laubblätter sind 80 bis 140 cm lang und 10 bis 12 mm breit. Die Blattränder sind fein gezahnt. Die Endspitzen sind dünn/nadelförmig.
Der rispige, holzige, schmale Blütenstand wird 3 bis 4 m hoch. Die zahlreichen Blüten sind  cremefarben. Die Blühperiode reicht von Juli bis August.
Die eiförmigen, tanfarbenen Kapselfrüchte beinhalten einen Samen und sind 3,5 bis 5 mm lang. Die dreikantigen bis länglichen Samen sind 3 mm lang und 2,5 mm breit.

## Verbreitung und Systematik
Dasylirion longissimum ist in Mexiko, in den Bundesstaaten San Luis Potosi, Hidalgo und Queretaro in Höhen von 1500 bis 1900 m lokal verbreitet. Es wächst in Wüstengebieten an steinigen Hängen oder in ebenem, buschigem Gelände, vergesellschaftet mit Yucca queretaroensis, Agave striata und verschiedenen Opuntia-Arten.
Die Erstbeschreibung erfolgte 1856 durch Charles Lemaire.
Das seltene Dasylirion longissimum ist ein Mitglied der Sektion Quadrangulatum. Charakteristisch ist der kräftige, bis 4 m hohe Stamm mit dem imposanten, schmalen Blütenstand. Typisch sind die variablen, quadratischen, warzigen, grünen, dichten Blätter, mit den nadelförmigen Endspitzen. Es wird mit dem weiter nördlich vorkommenden, geografisch isolierten Dasylirion quadrangulatum verwechselt, jedoch sind Unterschiede in der Blattstruktur und der Blütenphenologie erkennbar. Auf den ersten Blick werden Ähnlichkeiten mit Yucca queretaroensis deutlich.
Dasylirion longissimum kann kurze Frostperioden bis minus 5 °C überstehen
Dasylirion longissimum ist kaum bekannt, jedoch finden sich Exemplare im Botanischen Garten in Huntington in San Marino und im Ruth Bancroft Garten, Botanischer Garten in Walnut Creek in Kalifornien.

## Nachweise